# Exxon Building
Exxon Building – wieżowiec w Houston w Stanach Zjednoczonych. Ma 185 metrów wysokości i 44 piętra.
Budowa Exxon Building zakończyła się w 1963 roku, był to wtedy najwyższy budynek w Houston, a także w całym Teksasie. Tytuły te dzierżył do roku 1965, kiedy wybudowano w Dallas Elm Place. Natomiast w Houston był najwyższy do roku 1971, czyli do momentu wybudowania One Shell Plaza. Wykorzystywany jest w celach biurowych. W 2004 roku, w czasie rozgrywek baseballowych Houston Astros' 2004 NLCS, szczyt wieżowca został oświetlony przez setki malutkich niebieskich światełek, podczas gdy wielkie logo Astros oświetlone na biało zostało zawieszone na południowej ścianie budynku.